# اندیس خاک رس شهرسوخته زابل
خاک رس شهرسوخته زابل یک اندیس مصالح ساختمانی است که در حوالی شهر لوطک استان سیستان و بلوچستان قرار دارد و مادهٔ معدنی موجود در آن، خاک رس است.  